# 奥白滝信号場

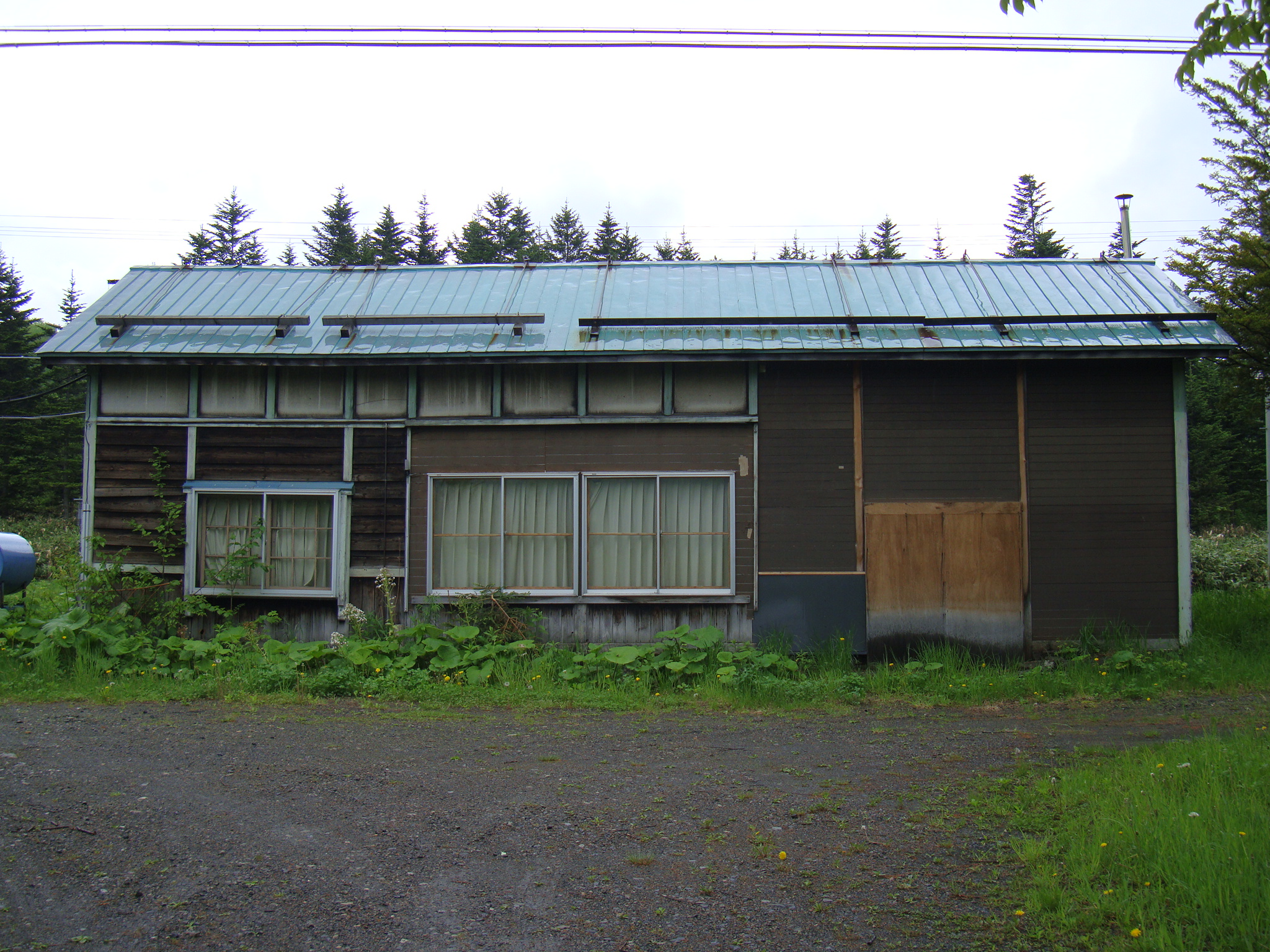
保線詰所（旧駅舎）

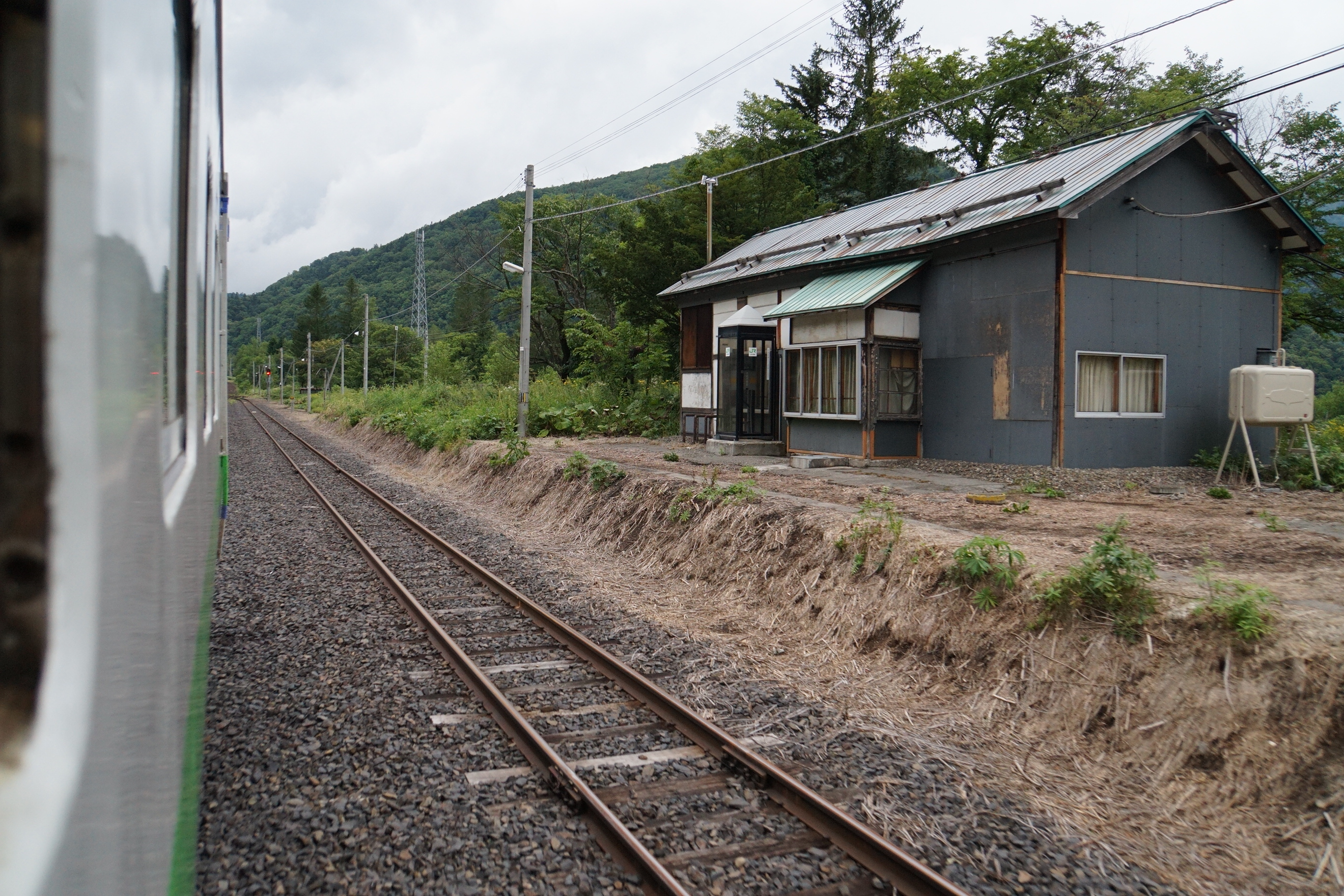
列車内から見た旧駅舎（2016年8月）

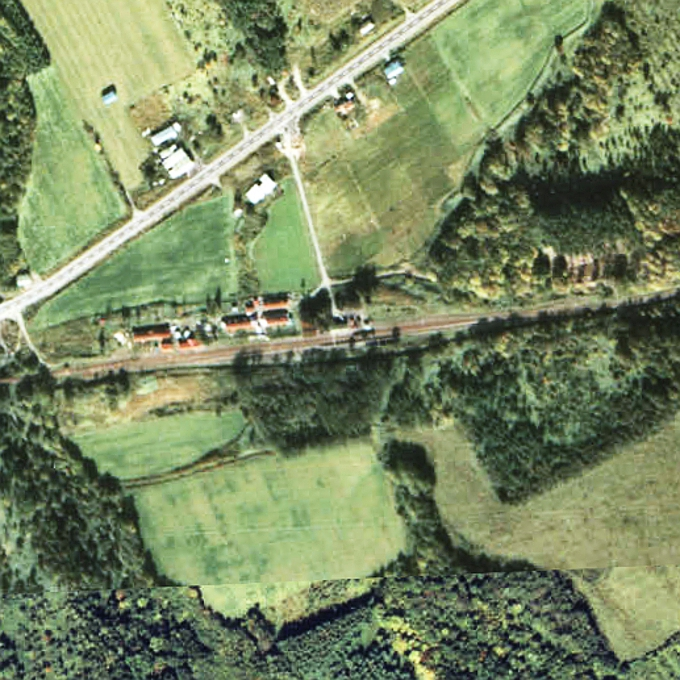
1977年の奥白滝駅と周囲約500m範囲。右が遠軽方面。木々の影で判り難いが、少しずれた相対式ホーム2面2線を有しており、かつては駅裏に原木が野積みされたストックヤードと貨物積卸線が敷かれていたが、ヤードは植栽された木々ですっかり覆われ、積卸線の遠軽側が切られて保線用の引込み線になっている。現在はホームが全て撤去されている。

奥白滝信号場（おくしらたきしんごうじょう）は、北海道紋別郡遠軽町奥白滝にある北海道旅客鉄道（JR北海道）石北本線の信号場である。電報略号はオク。事務管理コードは▲122512。

## 歴史
- 1932年（昭和7年）10月1日：鉄道省石北線中越駅 - 白滝駅間延伸開業にともない、奥白滝駅として設置[4]。一般駅[1]。
- 1949年（昭和24年）6月1日：公共企業体である日本国有鉄道の駅となる。
- 1961年（昭和36年）
  - 4月1日：所属路線が石北本線に改称[4]。
  - 7月25日：車扱貨物の取扱い廃止[5]。
- 1963年（昭和38年）2月10日：公衆電報の取り扱い廃止[5]。
- 1974年（昭和49年）10月1日：小口含めた貨物扱い廃止[1]。
- 1983年（昭和58年）1月10日：荷物扱い廃止[1]。無人化[6]。
- 1986年（昭和61年）11月1日：この日のダイヤ改正より、土曜日以外は1日1往復の停車となる。
- 1987年（昭和62年）4月1日：国鉄分割民営化によりJR北海道に継承[1][4]。
- 1992年（平成4年）3月14日：この日のダイヤ改正より、土曜の登校日に行っていた白滝 - 遠軽間定期列車の当駅延長を廃止。すべての日で1日1往復の停車となる。
- 2001年（平成13年）7月1日：駅業務を廃止[7]、信号場として運用開始[4]。

## 構造
2線あり列車交換が可能。駅時代は相対式ホーム2面2線を有していた。上越方に側線が1本ある。
旧駅舎は保線要員の詰所として使用される。正面入口は板で塞がれている。

## 利用状況
乗車人員の推移は以下のとおり。年間の値のみ判明している年については、当該年度の日数で除した値を括弧書きで1日平均欄に示す。乗降人員のみが判明している場合は、1/2した値を括弧書きで記した。
また、「JR調査」については、当該の年度を最終年とする過去5年間の各調査日における平均である。
| 年度               | 乗車人員 | 乗車人員 | 乗車人員 | 出典  | 備考                 |
| 年度               | 年間     | 1日平均  | JR調査   | 出典  | 備考                 |
| ------------------ | -------- | -------- | -------- | ----- | -------------------- |
| 1978年（昭和53年） |          | 1        |          | [ 8 ] |                      |
| 1992年（平成04年） |          | （0)     |          | [ 9 ] | 1日平均乗降人員：0人 |

## 駅周辺
北見峠の白滝側の途中である。かつては農業・林業が盛んな地域であり、旅館も営業しているほどであったが、1980年（昭和55年）時点ではすでに民家がなく、国鉄官舎4棟に職員家族10戸の居住があるのみであった。1990年代前半にはほど近い位置に旭川紋別自動車道北大雪トンネルの工事事務所が置かれていた。
- 国道333号
- 旭川紋別自動車道
  - 奥白滝インターチェンジ
  - 白滝パーキングエリア（道の駅しらたき）
- 奥白滝開拓記念碑

## 隣の駅
北海道旅客鉄道（JR北海道）
■石北本線
上川駅 (A43) - （中越信号場） - （上越信号場） - （奥白滝信号場） - *上白滝駅 (A44) - 白滝駅 (A45)
*打消線は廃駅